# Alt-Lichtenegg
Die Alt-Lichtenegg ist eine abgegangene Spornburg auf 770 m ü. NHN 500 Meter südwestlich von Lichtenegg, einem Ortsteil der Gemeinde Illmensee im Landkreis Sigmaringen in Baden-Württemberg.
Von der hochmittelalterlichen Burganlage sind nur noch geringe Mauerreste erhalten.         